# Honoré Flaugergues
Honoré Flaugergues, född 16 maj 1755 i Viviers, Ardèche, Frankrike, död 20 november 1820 (eller 26 november 1835) i Viviers, var en fransk astronom. (Observera att olika källor ger olika dödsår). Han levde som privatperson i sin födelsestad där han var en engagerad astronomisk observatör och är bekant i synnerhet genom upptäckten av den stora kometen av år 1811.

## Biografi
Flaugergues var son till magistrat Antoine-Dominique Flaugergues, vars familj härstammar från Rouergue. Hans mor var Jean-Marie-Louise de Ratte, från en familj i Montpellier och syster till matematikern och astronomen Étienne-Hyacinthe de Ratte. Han blev först intresserad av astronomi vid åtta års ålder genom att läsa Alain Manesson Mallets Description de l'Univers. Under faderns ledning visade han tidigt löfte som vetenskapsman, även om han aldrig skulle studera formellt eller gå på universitet. 
Även om han publicerade artiklar om en mängd olika ämnen, är det som amatörastronom han är mest känd. Han var en gammal vän och korrespondent för Franz Xaver, Baron von Zach och Jerome Lalande. Han erbjöds posten som direktör för Toulon observatorium 1797, men avböjde detta och föredrog att stanna i Viviers. Där hade han blivit fredsdomare och hade ett privat observatorium. År 1810 erbjöds han direktörskap för Marseilles observatorium men avstod även detta.
Politiskt var Flaugergues en anhängare av den franska revolutionen, som innehade ett antal lokala administrativa tjänster på 1790-talet förutom att fungera som domare. Han var medlem i Institut de France och både Royal Society och Preussiska Vetenskapsakademien.
Hans arbete kom så småningom till regeringens kännedom, som tilldelade honom Legion d'honneur och försökte förmå honom att komma till Paris, men han vägrade ännu en gång att lämna Ardeche och sa att Paris "aldrig skulle ge honom den vackra himlen som Viviers".

## Vetenskapligt arbete

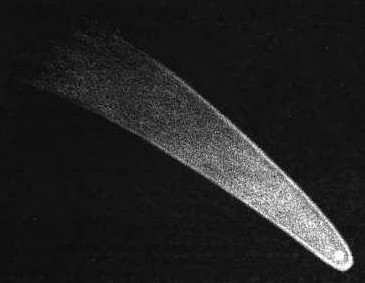
1811 års stora komet (C/1811 F1).

Flaugergues upptäckte "Den stora kometen 1811" (C/1811 F1), och upptäckte självständigt "Great Comet of 1807" (C/1807 R1). 
När han försökte mäta rotationsperioden för planeten Mars noterade han inkonsekvenser i timingen av gulfärgade särdrag och drog slutsatsen att han såg atmosfäriska egenskaper snarare än ytegenskaper. Därför tillskriver vissa honom upptäckten av stoftmoln på Mars, men detta är ifrågasatt eftersom hans teleskop sannolikt var för litet för att medge detta. 
Förutom astronomin var Flaugergues aktiv inom medicin och arkeologi och studerade de sjukdomar som drabbade arbetare inom ullindustrin. Han organiserade också arkeologiska utgrävningar vid Alba-la-Romaine. 

### Namngivning
Nedslagskratern Flaugergues på planeten Mars är uppkallad efter honom.